# Электронная лавина
Электронная лавина — процесс, при котором изначально малое количество свободных электронов (возможно, даже одиночный электрон) в среде подвергаются сильному ускорению электрическим полем, приобретая энергию от поля в течение короткого промежутка времени между столкновениями с атомами среды, а также отдавая малую часть набранной энергии атомам при каждом столкновении. Если набранная в результате энергия одного электрона превышает потенциал ионизации атома, последующие столкновения электронов с атомами могут приводить к ударной ионизации, которая высвобождает дополнительные к уже имеющимся электроны («размножение» электронов). Поскольку количество вновь появляющихся («вторичных») электронов пропорционально плотности уже имеющихся электронов, то их концентрация экспоненциально растёт со временем.